# Mont Baker (Ouganda)
Pour les articles homonymes, voir Baker et Mont Baker.
Le mont Baker, ou Kiyanja, est une montagne de la chaîne du Rwenzori au Sud-Ouest de l’Ouganda, à 2,8 km de la frontière congolaise. D’une altitude de 4 844 mètres, il s’agit du sixième plus haut sommet d’Afrique. Avec le mont Stanley et le mont Speke, il forme un triangle autour de la haute vallée du Bujuku. Tous les trois sont situés dans une zone baptisée « montagnes de la Lune ».
Comme tous les sommets du Rwenzori, le mont Baker est composé de plusieurs pics le long d’une crête. Le plus haut est le pic Édouard.

## Toponymie
Le nom bakonjo de la montagne est Kiyanja. Lors de son expédition dans le Rwenzori en juin 1891, le zoologiste et cartographe Franz Stuhlmann le nomma Semper (du nom de son professeur de zoologie à l'université de Wurtzbourg) ou Ngemwimbi. Le duc des Abruzzes le renomma d’après sir Samuel Baker, un explorateur britannique du XIXe siècle qui fut le premier Européen à parvenir au lac Albert et qui avait alors entraperçu « de grandes masses montagneuses au loin, vers le sud ».

## Histoire
L’alpiniste autrichien Rubert Grauer, accompagné de deux missionnaires britanniques, H. E. Maddox et H. W. Tegart, fut le premier à atteindre la ligne de crête en janvier 1906. Une expédition anglaise fit de même en février de la même année, puis en avril. Le pic Édouard fut finalement gravi le 10 juin par une expédition menée par le duc des Abruzzes, qui gravit également tous les sommets des cinq autres plus hautes montagnes de la chaîne.